# Dieuwke Fetter
Dieuwke Fetter (Ámsterdam, 26 de enero de 1991) es una deportista neerlandesa que compite en remo como timonel.
Participó en los Juegos Olímpicos de París 2024, obteniendo una medalla de plata en la prueba de ocho con timonel.
Ganó dos medallas de plata en el Campeonato Mundial de Remo, en los años 2022 y 2023, y seis medallas en el Campeonato Europeo de Remo entre los años 2018 y 2025.

## Palmarés internacional
| Juegos Olímpicos   | Juegos Olímpicos         | Juegos Olímpicos  | Juegos Olímpicos |
| Año                | Lugar                    | Medalla           | Prueba           |
| ------------------ | ------------------------ | ----------------- | ---------------- |
| 2024               | París (Francia)          | Medalla de plata  | Ocho con timonel |
| Campeonato Mundial |                          |                   |                  |
| Año                | Lugar                    | Medalla           | Prueba           |
| 2022               | Račice (República Checa) | Medalla de plata  | Ocho con timonel |
| 2023               | Belgrado (Serbia)        | Medalla de plata  | Ocho con timonel |
| Campeonato Europeo |                          |                   |                  |
| Año                | Lugar                    | Medalla           | Prueba           |
| 2018               | Glasgow (Reino Unido)    | Medalla de bronce | Ocho con timonel |
| 2020               | Poznań (Polonia)         | Medalla de bronce | Ocho con timonel |
| 2021               | Varese (Italia)          | Medalla de plata  | Ocho con timonel |
| 2022               | Múnich (Alemania)        | Medalla de plata  | Ocho con timonel |
| 2023               | Bled (Eslovenia)         | Medalla de bronce | Ocho con timonel |
| 2025               | Plovdiv (Bulgaria)       | Medalla de plata  | Ocho con timonel |